# Deb Fischer
Debra Lynelle Fischer, detta Deb e nata Strobel (Lincoln, 1º marzo 1951), è una politica statunitense, senatrice per lo stato del Nebraska dal 2013 ed in precedenza legislatrice statale dal 2005 al 2013. Membro del Partito Repubblicano, Fischer è la terza donna a rappresentare lo stato del Nebraska al Senato degli Stati Uniti d'America.

## Biografia
Nata a Lincoln, Debra Strobel è figlia di un funzionario che collaborò con la governatrice Kay Orr. Durante gli studi universitari la ragazza conobbe Bruce Fischer, che sposò assumendone il cognome.
Dopo molti anni passati a gestire il ranch di famiglia del marito e dopo aver avuto tre figli, la Fischer si dedicò alla politica e aderì al Partito Repubblicano. Nel 2004 venne eletta all'interno della legislatura statale del Nebraska e fu riconfermata per un secondo mandato nel 2008.
Nel 2012, poiché le leggi dello Stato le impedivano di chiedere un terzo mandato consecutivo, la Fischer decise di candidarsi al Senato. Dopo aver vinto a sorpresa le primarie repubblicane, la Fischer affrontò e sconfisse l'avversario democratico Bob Kerrey, che in precedenza era stato governatore e senatore. Deb Fischer divenne così la prima donna eletta senatrice dallo Stato del Nebraska; prima di lei altre due donne avevano ricoperto questa carica: Eva Bowring era stata nominata dal governatore, mentre Hazel Abel era stata eletta solo come rimpiazzo provvisorio e il suo mandato era durato poco più di un mese.
Ideologicamente Deb Fischer è una conservatrice e si è espressa contro l'aborto e l'EPA.

### Elezioni presidenziali 2020
Prima del conteggio dei voti dello United States Electoral College del 6 gennaio 2021, Fischer ha annunciato che avrebbe votato per certificare i risultati delle elezioni. Fischer era a Capitol Hill per partecipare al conteggio quando i sostenitori di Trump hanno preso d'assalto il Campidoglio degli Stati Uniti. Durante l'attacco, Fischer ha twittato che "Questi rivoltosi non hanno il diritto costituzionale di danneggiare le forze dell'ordine e assaltare il nostro Campidoglio. Siamo una nazione di leggi, non una repubblica delle banane. Questo deve finire ora".
Il 28 maggio 2021, Fischer ha votato contro la creazione di una commissione indipendente per indagare sull'attacco al Campidoglio degli Stati Uniti del 2021.

## Vita privata
Fischer e suo marito Bruce gestiscono un ranch di famiglia, Sunny Slope Ranch, vicino a Valentine, nel Nebraska. I loro figli adulti Adam, Morgan e Luke possiedono la maggioranza delle azioni della società di famiglia, mentre Deb Fischer e suo marito  mantengono una quota di minoranza. Nel 2020, Fischer e suo marito si sono trasferiti a Lincoln, nel Nebraska.